# Vladimir Delba
Vladimir Delba (Sujumi, RSS de Georgia, Unión Soviética; 26 de septiembre de 1974) es un político y desde el 2 de junio hasta el 29 de septiembre de 2014, fue el primer ministro interino de Abjasia tras la renuncia de Leonid Lakerbaia durante la crisis política del país.
Fue nombrado viceministro de Finanzas durante el gobierno de Sergei Bagapsh, y posteriormente ministro de Finanzas y vicepremier en el gobierno de Alexander Ankvab desde el 10 de octubre de 2011.